# Prova femenina de Skeet als JJOO París 2024
La prova femenina de Skeet als Jocs Olímpics de París 2024 serà la 7a edició de l'esdeveniment femení en unes Olimpíades. La prova es disputarà entre el 3 i el 4 d'agost de 2024 al Centre Nacional de Tir, a la ciutat de Chateauroux.
La tiradora estatunidenca Amber English és l'actual campiona de la disciplina olímpica després de guanyar la medalla d'or als Jocs Olímpics de Tòquio de 2020, per davant de la italiana Diana Bacosi i de la xinesa Wei Meng, qui van guanyar la medalla de plata i de bronze, respectivament.
L'equip d'Itàlia és la selecció més guardonada amb 2 medalles d'or i 2 medalles de plata, en les 6 edicions que la prova de Skeet femenina ha estat present als Jocs Olímpics. L'estatunidenca Kim Rhode és la tiradora amb més medalles de la història de la competició olímpica, amb 1 medalla d'or, 1 medalla de plata i 1 medalla de bronze.

## Format
Les tiradores classificades són les mateixes que hi va haver a Tòquio, és a dir 28.
La competició començarà amb la fase eliminatòria, on hi participaran les 28 tiradores. Totes elles, dispararan 125 trets, dividits en 5 rondes de 25 trets cadascuna i que es podran dur a terme en dues o tres sessions. Les 8 atletes amb millor puntuació passaran a la final. Si hi hagués empat, es decidiria en llançaments individuals fins que alguna falli.
La final es dividirà entre el Relleu 1 i el Relleu 2 i la Medal Match (partida per la medalla). El Relleu 1 estarà integrat per les tiradores que hagin quedat en les posicions 1, 3, 5 i 7 de la ronda classificatòria i el Relleu 2 estarà integrat pels tiradores que hagin quedat en les posicions 2, 4, 6 i 8 de la ronda classificatòria. Les atletes començaran de 0 i hauran de disparar 20 trets cadascuna. L'atleta de cada relleu amb menor puntuació quedarà eliminada. Les altres atletes restants dispararan 10 trets més i l'atleta de cada relleu amb menys puntuació quedaran eliminada. Les dues millors tiradores de cada Relleu passaran a la partida per la medalla.
En la partida per la medalla, les 4 tiradores començaran de 0 de nou i dispararan 20 trets. L'atleta amb menor puntuació quedarà eliminad. Seguidament les 3 tiradores restants dispararan 10 trets més i l'atleta amb menor puntuació obtindrà la medalla de bronze. Les dues tiradores finalistes dispararan 10 trets més i la que obtingui la puntuació més alta en el global dels 40 trets, obtindrà la medalla d'or. En cas d'empat es decidirà amb trets individuals fins que alguna falli.

## Classificació
França, com a país amfitrió ja té assignada una plaça a la prova. Les dues primeres places, es van assignar en el Campionat d'Europa d'Escopeta del 2022 i les 4 places següents es van assignar en el Campionat del Món d'Escopeta de 2022. A partir d'aquí, les places s'assignaran en diferents tornejos i proves a nivell continental o mundial, que es disputaran entre el 2023 i el 9 de juny de 2024. Finalment entre les tiradores que encara no estiguin classificades, s'assignarà una plaça segons el rànquing mundial olímpic ISSF i una altra segons el criteri de places universals, per garantir la diversitat dels participants. Cal tenir en compte que cada país, podrà tenir com a màxim dues competidores a la prova.
| Esdeveniment                      | Data                          | Seu              | Places | País          | Atleta                |
| --------------------------------- | ----------------------------- | ---------------- | ------ | ------------- | --------------------- |
| País amfitrió                     | -                             | -                | 1      | França        |                       |
| Campionat d'Europa d'Escopeta     | 24 agost - 12 setembre 2022   | Làrnaca          | 2      | Regne Unit    | Amber Jo Rutter       |
| Campionat d'Europa d'Escopeta     | 24 agost - 12 setembre 2022   | Làrnaca          | 2      | Alemanya      | Nadine Messerschmidt  |
| Campionat del Món d'Escopeta      | 19 setembre - 12 octubre 2022 | Osijek           | 4      | Estats Units  | Samantha Simonton     |
| Campionat del Món d'Escopeta      | 19 setembre - 12 octubre 2022 | Osijek           | 4      | Itàlia        | Diana Bacosi          |
| Campionat del Món d'Escopeta      | 19 setembre - 12 octubre 2022 | Osijek           | 4      | Eslovàquia    | Vanesa Hocková        |
| Campionat del Món d'Escopeta      | 19 setembre - 12 octubre 2022 | Osijek           | 4      | Ucraïna       | Iryna Malovichko      |
| Campionat de les Amèriques de Tir | 6 - 13 novembre 2022          | Lima             | 1      | Estats Units  | Dania Jo Vizzi        |
| Jocs Europeus                     | 21 juny - 2 juliol 2023       | Cracòvia         | 1      | Itàlia        | Martina Bartolomei    |
| Campionat del Món de Tir          | 14 - 31 agost 2023            | Bakú             | 4      | Eslovàquia    | Danka Bartekova       |
| Campionat del Món de Tir          | 14 - 31 agost 2023            | Bakú             | 4      | Grècia        | Emmanouela Katzouraki |
| Campionat del Món de Tir          | 14 - 31 agost 2023            | Bakú             | 4      | Xile          | Francisca Crovetto    |
| Campionat del Món de Tir          | 14 - 31 agost 2023            | Bakú             | 4      | Turquia       | Sena Can              |
| Campionat d'Europa d'escopeta     | 8 - 27 setembre 2023          | Osijek           | 1      | Alemanya      | Nele Wissmer          |
| Campionat d'Àfrica de Tir         | 1 - 10 octubre 2023           | Caire            | 1      | Egipte        | Amira Aboushokka      |
| Jocs Panamericans                 | 20 octubre - 5 novembre 2023  | Santiago de Xile | 2      | Mèxic         | Gabriela Rodríguez    |
| Jocs Panamericans                 | 20 octubre - 5 novembre 2023  | Santiago de Xile | 2      | Perú          | Daniella Borda        |
| Campionat d'Àsia de Tir           | 22 octubre - 2 novembre 2023  | Changwon         | 2      | Xina          | Wei Meng              |
| Campionat d'Àsia de Tir           | 22 octubre - 2 novembre 2023  | Changwon         | 2      | Corea del Sud | Jang Kook-hee         |
| Campionat d'Oceania de Tir        | 30 octubre - 6 novembre 2023  | Brisbane         | 1      | Austràlia     | Aislin Jones          |
| Campionat d'Àsia d'Escopeta       | 12 - 23 gener 2024            | Al-Kuwait        | 2      | Xina          | Gao Jinmei            |
| Campionat d'Àsia d'Escopeta       | 12 - 23 gener 2024            | Al-Kuwait        | 2      | Índia         | Raiza Dhillon         |
| Campionat de les Amèriques        | 27 febrer - 5 març 2024       | Santo Domingo    | 1      | Brasil        | Geórgia Furquim       |
| Campionat de classificació        | 19 - 29 abril 2024            | Doha             | 2      |               |                       |
| Campionat de classificació        | 19 - 29 abril 2024            | Doha             | 2      |               |                       |
| Campionat d'Europa d'Escopeta     | 15 - 27 maig 2024             | Lonato           | 1      |               |                       |
| Rànquing mundial olímpic          | 9 juny 2024                   | -                | 1      |               |                       |
| Plaça universal                   | -                             | -                | 1      |               |                       |

## Medaller històric
| Posició | País         | 1 | 2 | 3 | Total |
| ------- | ------------ | - | - | - | ----- |
| 1       | Itàlia       | 2 | 2 | 0 | 4     |
| 2       | Estats Units | 2 | 1 | 1 | 4     |
| 3       | Hongria      | 1 | 0 | 1 | 2     |
| 3       | Azerbaidjan  | 1 | 0 | 1 | 1     |
| 5       | Xina         | 0 | 2 | 1 | 3     |
| 6       | Rússia       | 0 | 1 | 0 | 1     |
| 7       | Eslovàquia   | 0 | 0 | 1 | 1     |
| 7       | Alemanya     | 0 | 0 | 1 | 1     |